# Hibernakel
Ein Hibernakel (zu lateinisch hibernare: Überwintern) ist ein selten gebrauchter Ausdruck für ein von manchen Pflanzen und einigen Wassertieren angelegtes, vegetatives Dauerstadium als Überwinterungsorgan.
Bei Pflanzen wird der Ausdruck nur für Wasserpflanzen und Sumpfpflanzen, wie Sonnentaue und Fettkräuter, gebraucht. Es handelt sich um unterschiedlich weit entwickelte Knospen, die an den Spitzen gestreckter Sprosse, in Blattachseln oder an den Spitzen im Wasser wachsender Ausläufer entstehen. Diese lösen sich beim Absterben der Mutterpflanze von dieser und sinken zum Gewässergrund ab. Sie enthalten eingelagerte Reservestoffe, die entweder im Achsengewebe oder in den die Knospe einhüllenden Knospenschuppen gespeichert werden. Vegetative Vermehrungsorgane ähnlichen Aufbaus bei Landpflanzen, wie zum Beispiel Brutzwiebeln, werden normalerweise nicht als Hibernakel bezeichnet. Verbreitete Synonyme für Hibernakel in der Botanik sind Winterknospen, Turionen, Brutkörper, Gemmen oder Bulbillen.
Auch bei in der Regel unbeweglichen oder wenig beweglichen, oft koloniebildenden, Wassertieren werden der vegetativen Vermehrung dienende Zooide gelegentlich als Hibernakel bezeichnet. Sie dienen hier zum Überdauern ungünstiger Lebensbedingungen, neben der Winterruhe etwa auch bei Überwärmung, dem Austrocknen des Gewässers, oder stark vermindertem Sauerstoffgehalt, und auch zur Vermehrung und Verbreitung. Der Ausdruck wird etwa bei Moostierchen (Bryozoa) der Klasse Gymnolaemata für solche Überdauerungsstadien gebraucht. Alternative Bezeichnungen sind etwa Dauerknospen und Statoblasten (bei Bryozoen), Gemmulae (bei Süßwasserschwämmen), Podocysten bei Nesseltieren.
Zu beachten ist, dass der ähnlich klingende Ausdruck Hibernakulum eine andere Bedeutung besitzt. Damit werden Winterquartiere, zum Beispiel von Winterschlaf haltenden Tierarten wie Fledermäusen bezeichnet.